# Marasmius rotula
Marasmius rotula  (Giovanni Antonio Scopoli, 1772 ex Elias Magnus Fries, 1838) din încrengătura Basidiomycota, în familia Marasmiaceae și de genul Marasmius, este o specie saprofită foarte răspândită și frecventă de ciuperci necomestibile care descompune resturi vegetale. Un nume popular nu este cunoscut. Ea trăiește în România, Basarabia și Bucovina de Nord în grupuri mari pe ramuri mai groase sau mai subțiri întinse pe pământ, pe tulpini lemnoase, preponderent pe lemn de esență tare (carpen, fag, stejar), rar și pe cel de molid, chiar și pe trestii de mure, cu predilecție la marginile de drumuri, pe soluri proaspete până la umede, de obicei bazice sau neutre, uneori moderat acide. În cazuri rare, crește și pe frunze sau în așternut. Apare de la câmpie până la munte, din [aprilie) mai până în noiembrie.

## Taxonomie
Numele binomial Agaricus rotula a fost determinat de savantul italian Giovanni Antonio Scopoli drept Agaricus maculatus în volumul 2 al operei sale Flora carniolica exhibens plantas Carnioliae indigenas din 1772.
Apoi, în 1838, renumitul savant suedez Elias Magnus Fries a mutat specia la genul  Marasmius sub păstrarea epitetului, în cartea sa Epicrisis systematis mycologici, seu synopsis hymenomycetum, fiind și numele curent valabil (2023).
Toate celelalte încercări de redenumire precum variațiile descrise sunt acceptate drept sinonime.
Epitetul specific se trage din cuvântul latin (latină rotula=rotiță datorită aspectului pălăriei.

## Descriere

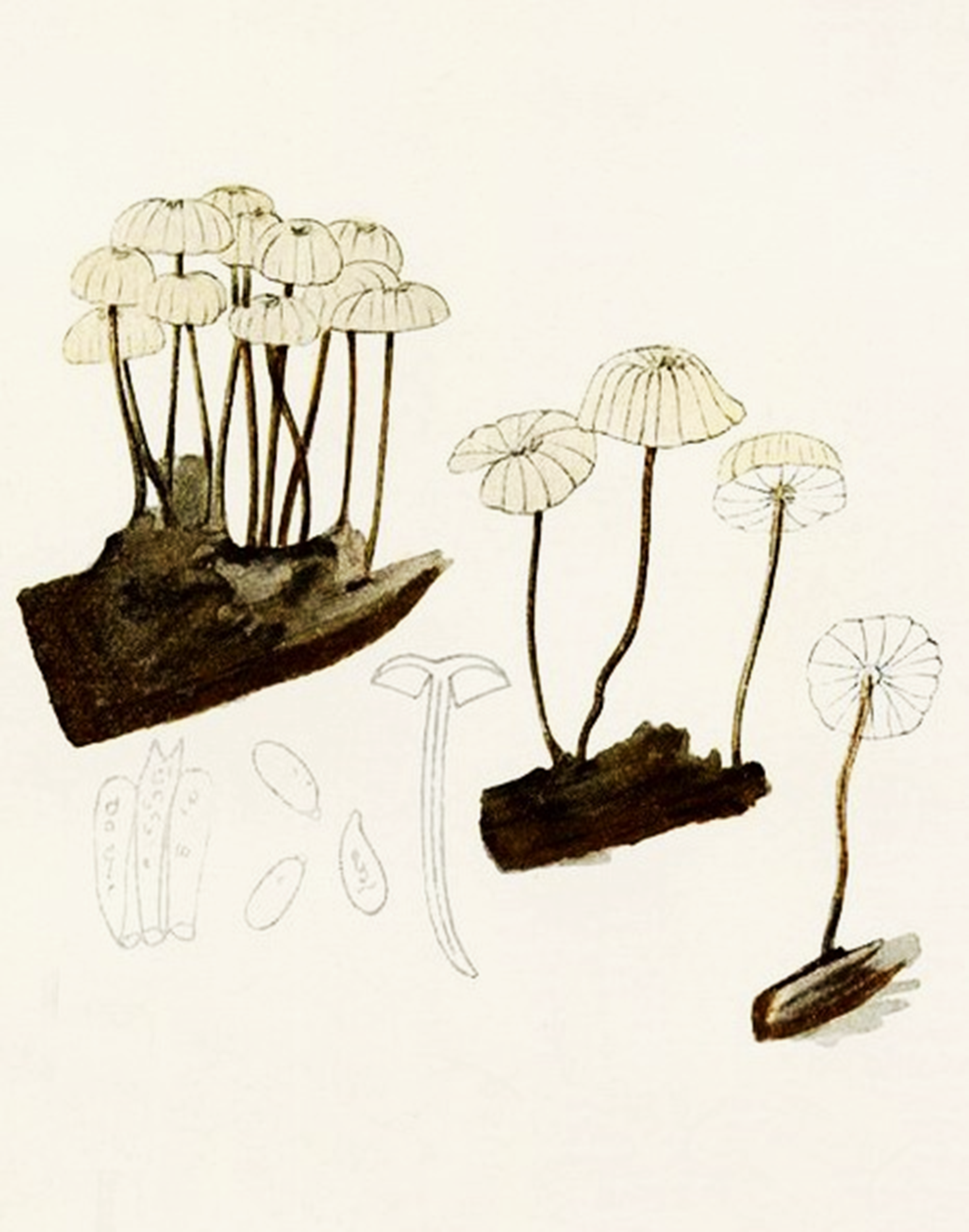
Bres.: Marasmius rotula

- Pălăria: cu un diametru de 0,5-1,5 (2,2) cm este pieloasă și subțire, ajungând la aproximativ 0,25-1,5 mm grosime în partea centrală, inițial conică sau în formă de clopot, dar repede convexă. Prezintă câteva striații largi, ample, discrete, reproducând modelul lamelelor. În centrul aproape negricios este adânc înfundată în formă de ombilic, dând-ui astfel un aspect de umbreluță sau parașută mică. Cuticula este golașă, netedă uscată, la bătrânețe adesea ridată. Coloritul pentru o perioadă lungă alb până albicios devine cu avansare în vârstă galben de fildeș.
- Lamelele: sunt destul de late, mult distanțate între ele, de lungime egală, adică fără lameluțe intercalate, puternic ascendente, dar totuși cu un șanț în fața tulpinii, fiind legate împreună ca un colier pentru a se opri într-o muchie circulară care înconjoară vârful tulpinii. Coloritul mai întâi alb, devine treptat alb ca fildeșul, asemănător cuticulei.
- Piciorul: cu o lungime de 1,5-8 cm și o grosime de până la 0,2 cm, are o suprafață netedă, uneori strălucitoare. Este dur, lemnos, gol și drept, uneori curbat. Coloritul este brun-roșcat până la brun-negricios, dar cu un vârf mai deschis, uneori chiar albicios și aproape translucid. Baza tulpinii poate fi legată de rizomorfe asemănător rădăcinii brun-negricioase sau negre, cu grosimea de 0,1–0,3 mm. Nu prezintă un inel.
- Carnea: albă până la slab gălbuie este subțire, transparentă, destul de moale în partea pălăriei, dar fibroasă în cea a piciorului. Mirosul este neremarcabil și gustul blând.[3][4]
- Caracteristici microscopice: are spori alungit ovoidali  în formă de lacrimă sau sâmbure, sub microscop hialini (translucizi), neamiloizi (nu se decolorează cu reactivi de iod), cu o mărime de 8-10 (12) x 3 (3,5)-4 (5,5)microni, Pulberea lor este albă. Basidiile (celulele producătoare de spori) clavate cu 4 sterigme fiecare au o dimensiune de 24-28 × 4-17 microni. Hifele ale epicutis sunt obovate, veziculoase cu apice țepoase de 15 x 12 μm. Cheilocistide (elemente sterile situate pe muchia lamelor)  sunt clavate până la fusiforme, cu protuberanțe aspre asemănătoare negilor la suprafață. Pleurocistide (elemente sterile situate în himenul de pe fețele lamelor) prezintă în plus celule de perie (mătură) de formă variabilă, cu pereți subțiri măsurând 7-32 x 2,5-20 microni. Suprafețele lor apicale sunt acoperite cu negi tociți și conici de 0,2-1,5 x 0,1-1 µm precum cu incrustații gălbuie.[8] [9]
- Reacții chimice: nu sunt validate.[10]

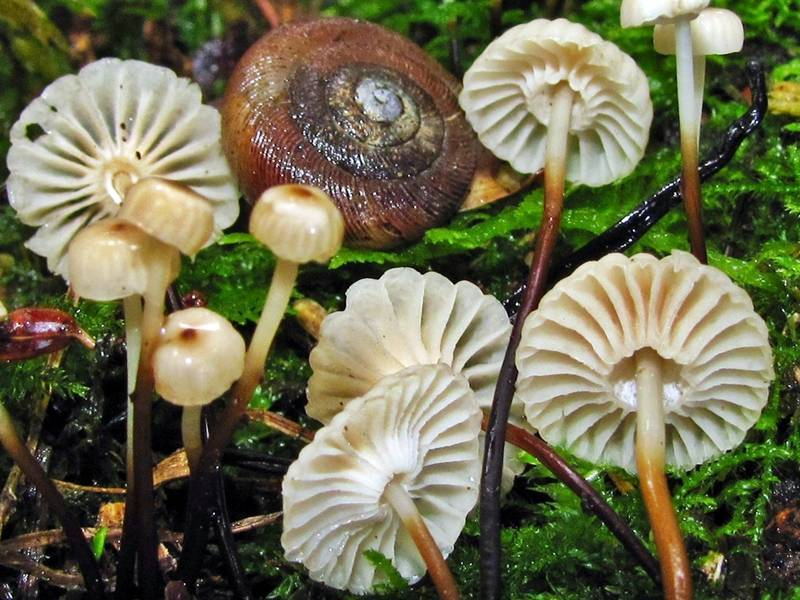
M. rotula, lamele și picior
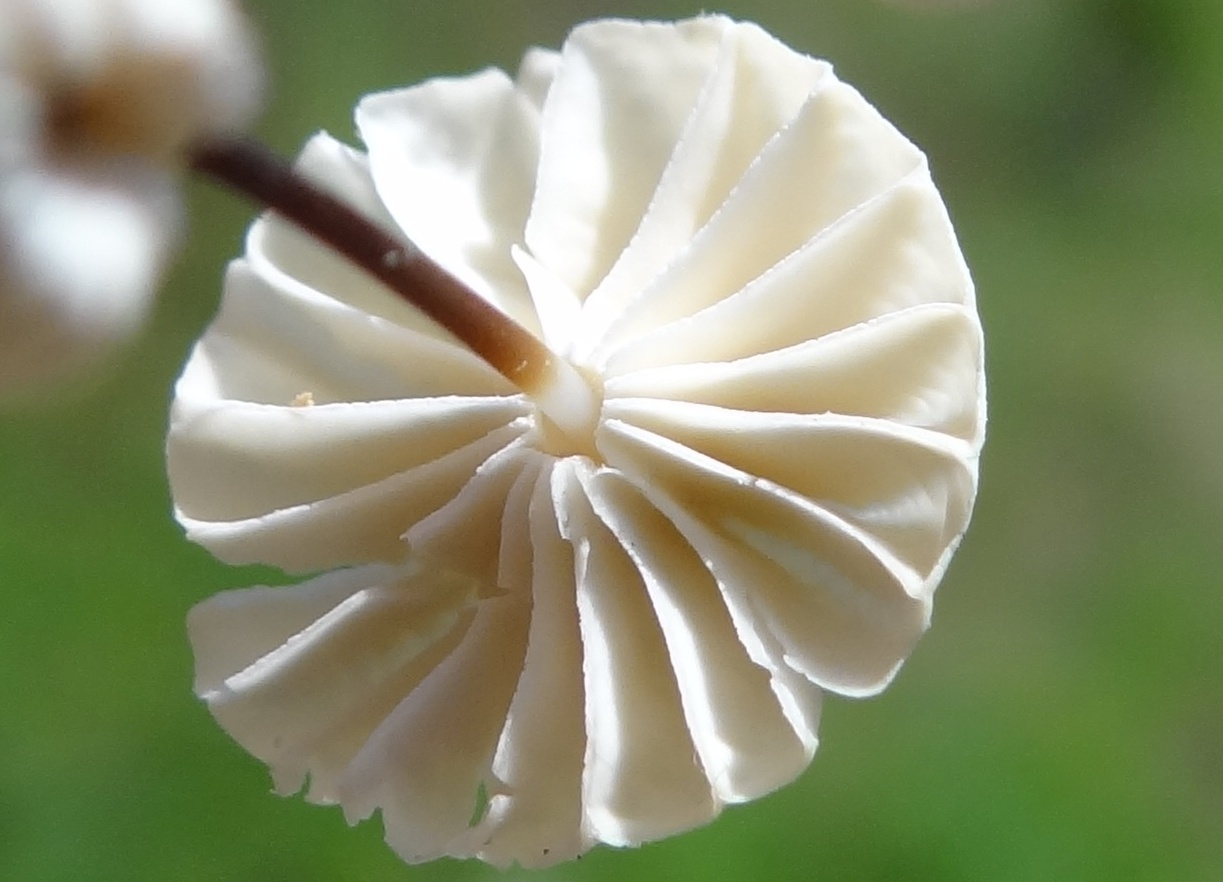
M. rotula, lamele din apropiere
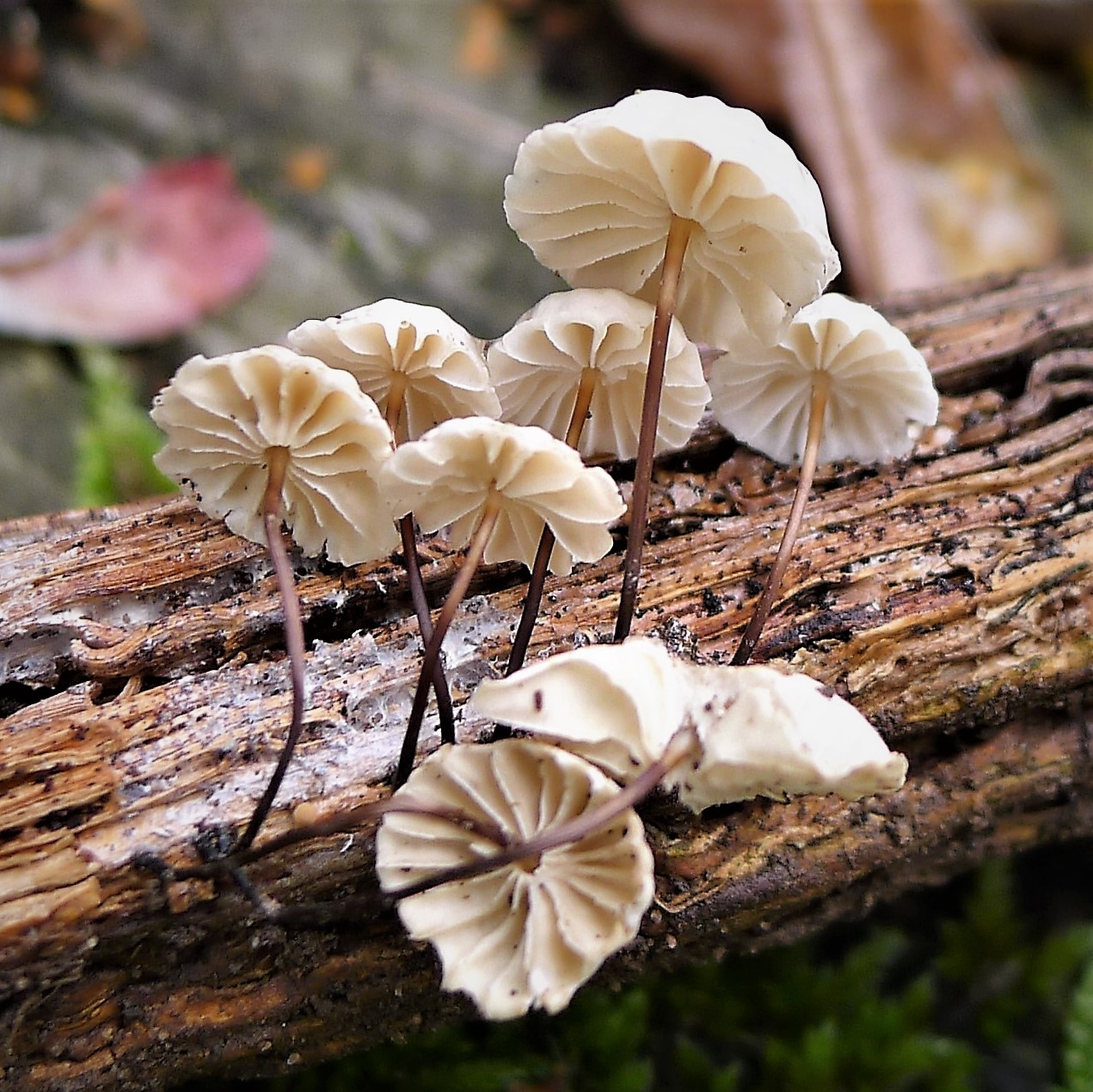
M. rotula pe lemn
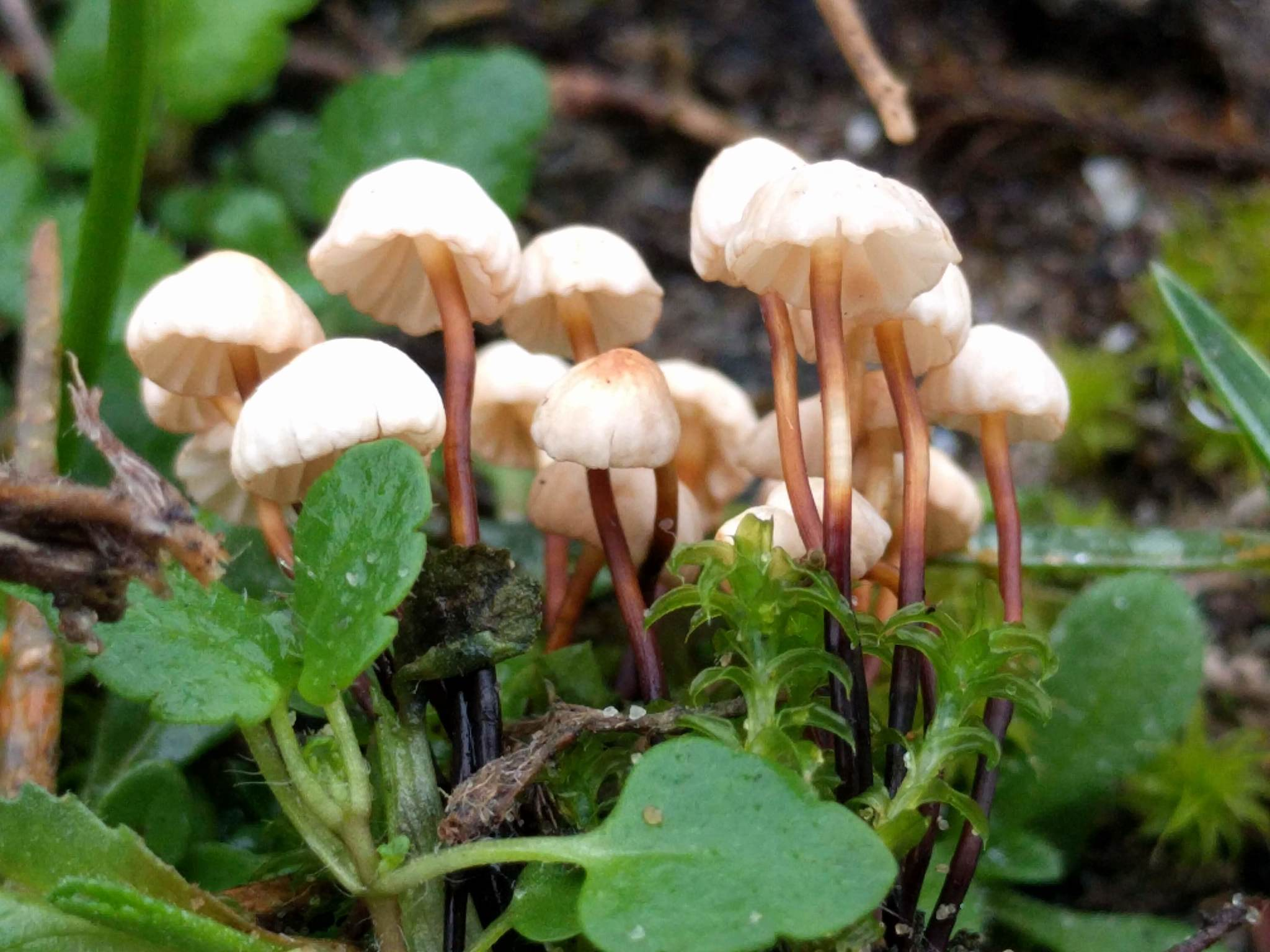
M. rotula mai tineri
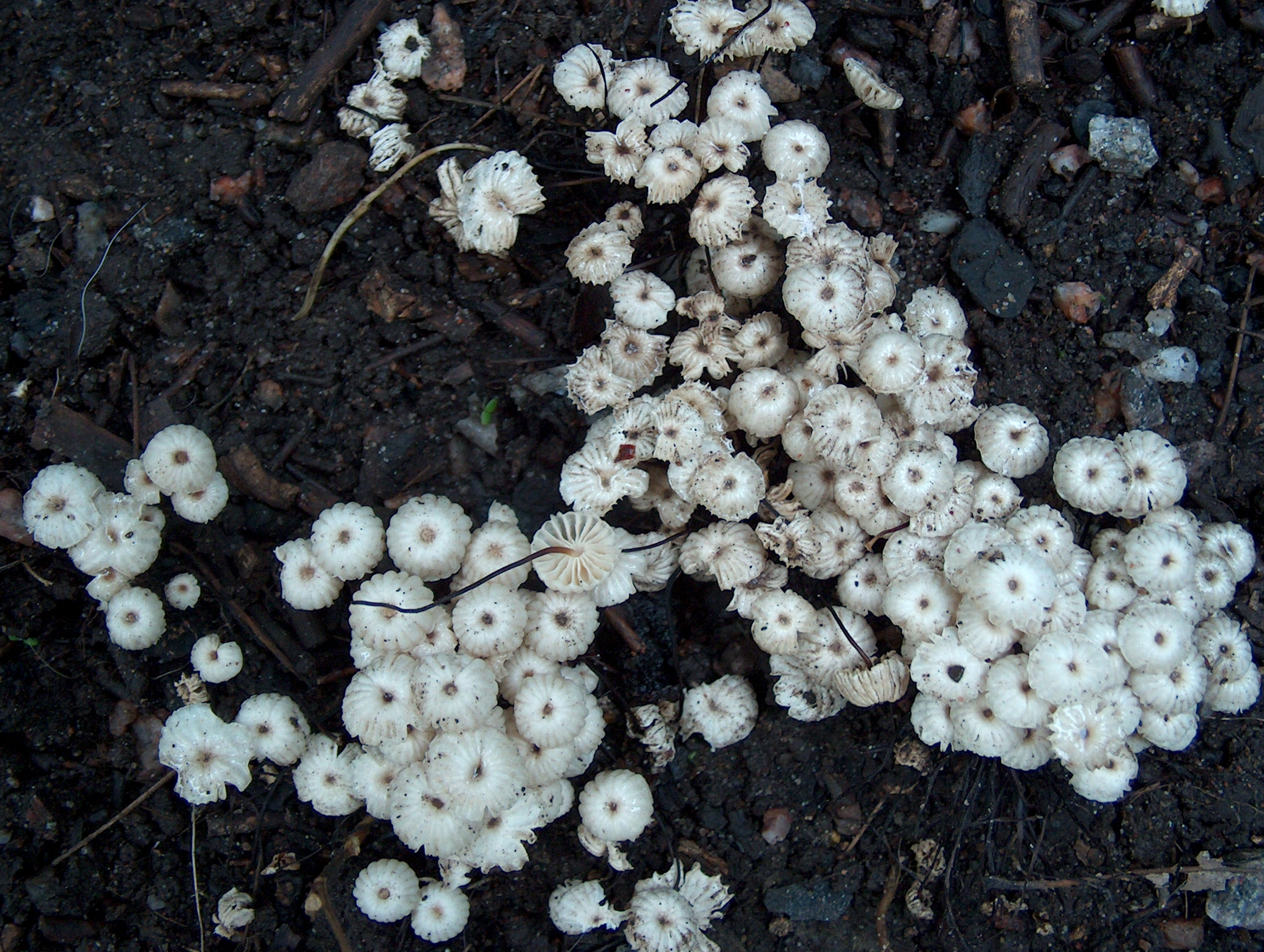
M. rotula mai bătrâni în grup

Buretele poate fi confundat de exemplu cu Marasmius curreyi (necomestibil), Marasmius epiphyllus (necomestibil), Marasmius limosus (necomestibil), Marasmius lupuletorum sin. Marasmius torquescens (necomestibil, cu miros plăcut dar foarte fibros, crește preferat pe bușteni de fagi, piciorul fiind albastru-negricios),  Marasmius (Marasmiellus) ramealis (necomestibil),  Marasmius setosus (necomestibil), Marasmius wettsteinii (necomestibil) Mycetinis alliaceus sin. Marasmius alliaceus (burete de condimentare) sau Mycetinis scorodonius  sin. Marasmius scorodonius (burete de condimentare).

## Specii asemănătoare în imagini

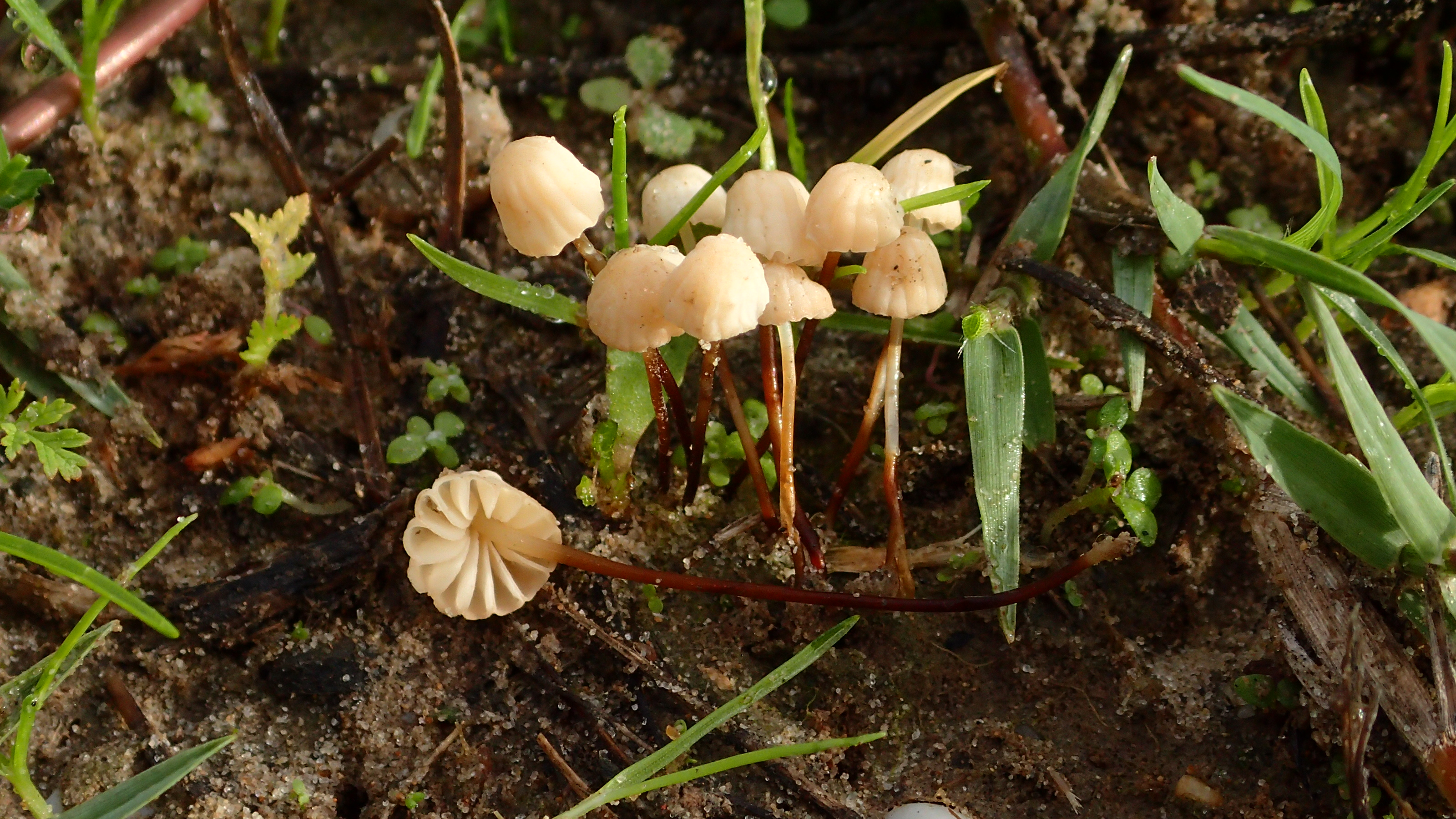
!Marasmius curreyi!
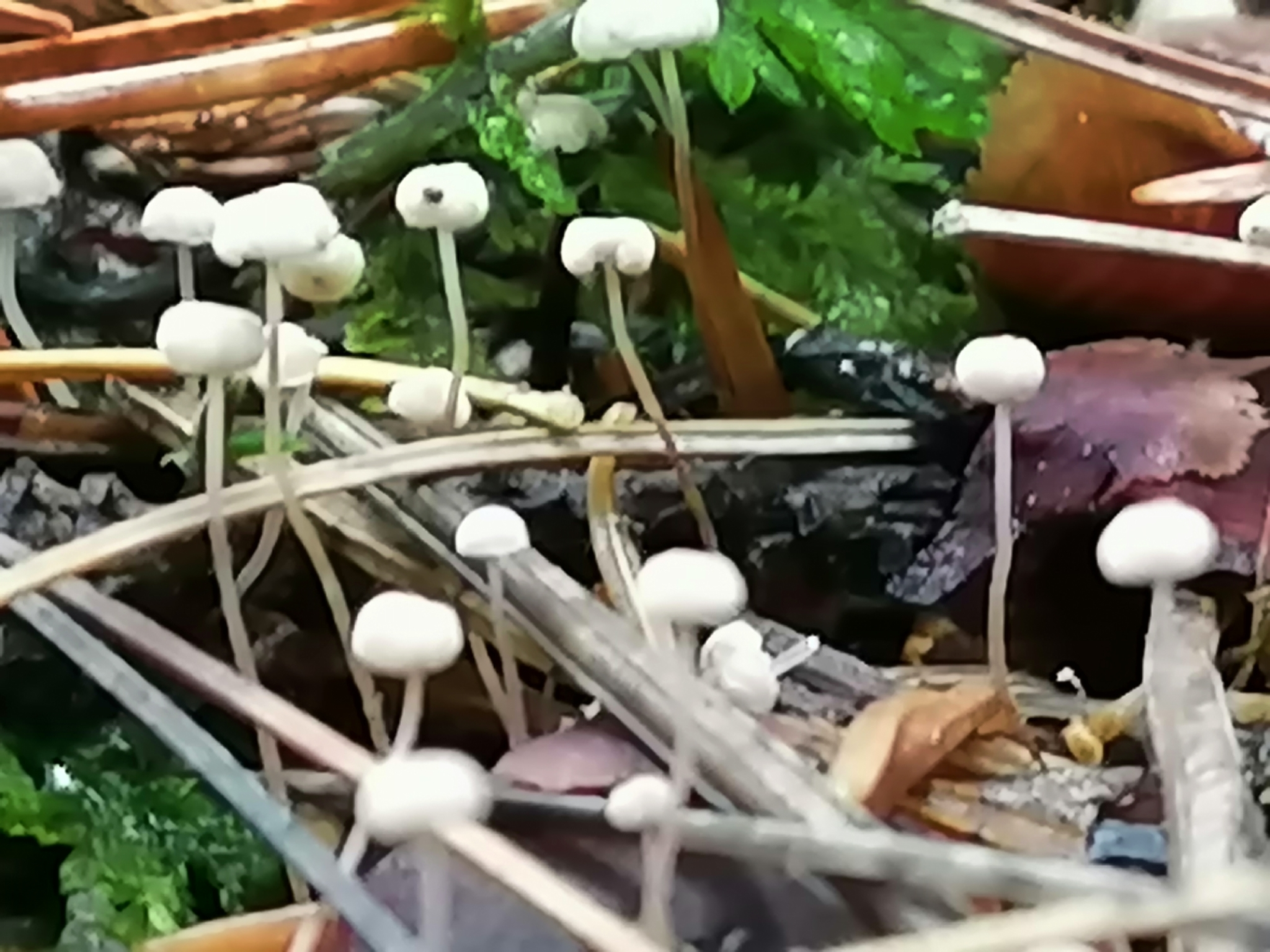
!Marasmius epiphyllus!
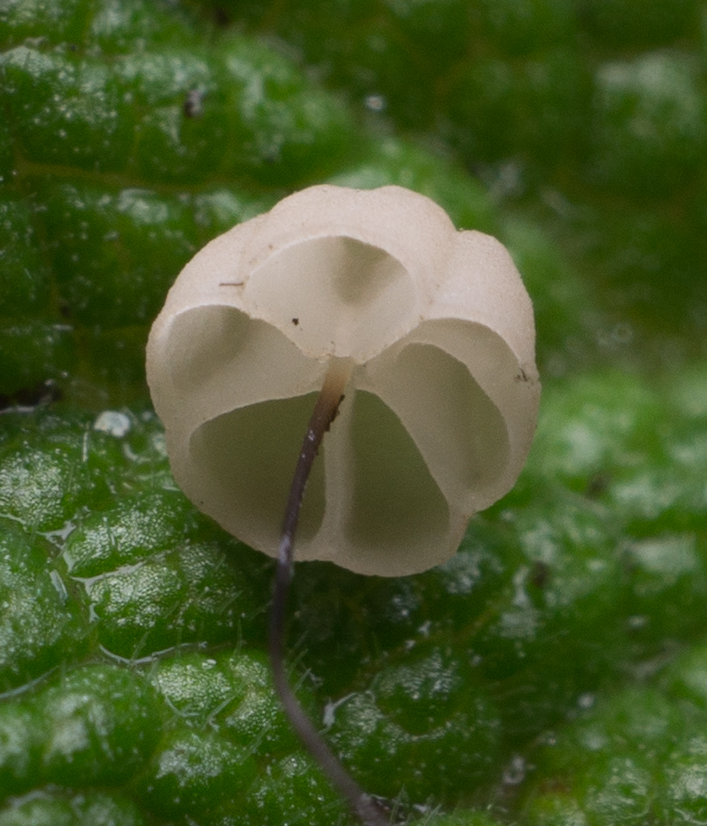
!Marasmius limosus!
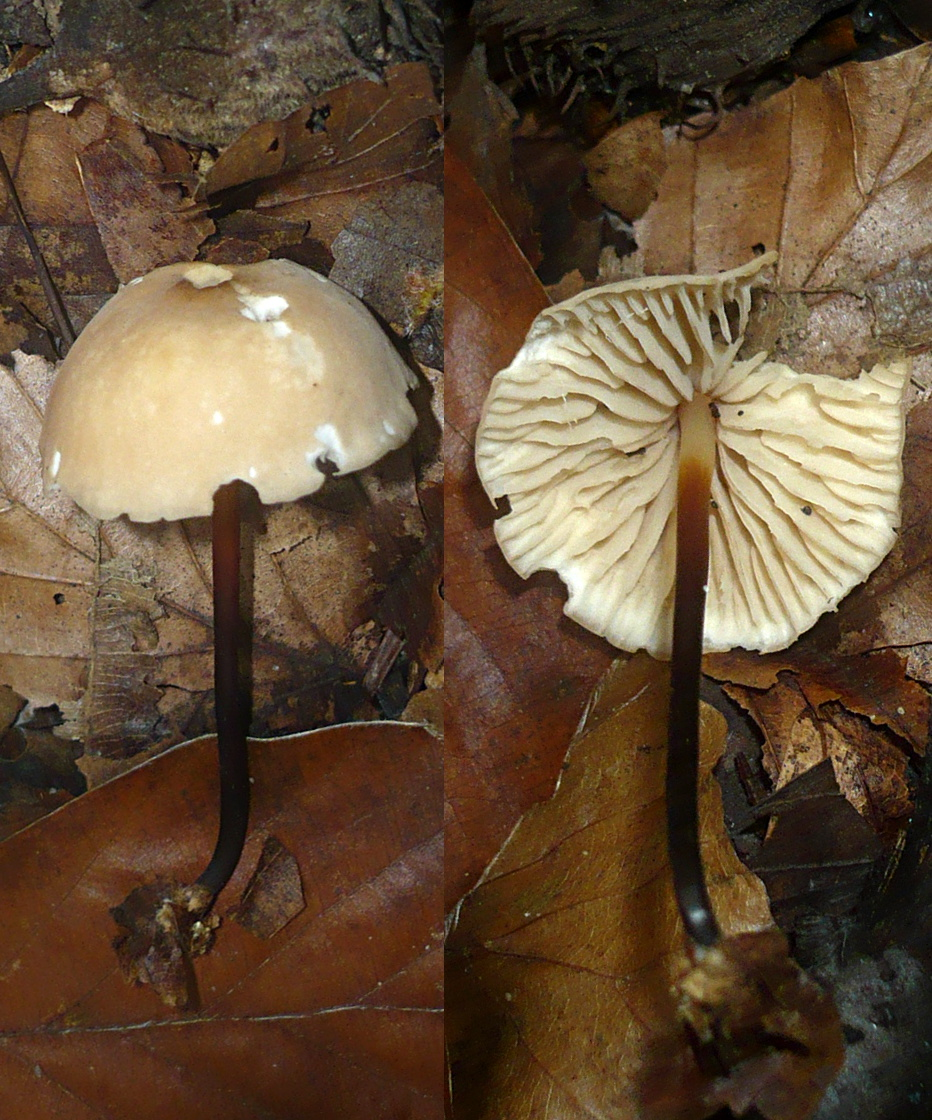
!Marasmius lupuletorum sin. torquescens!
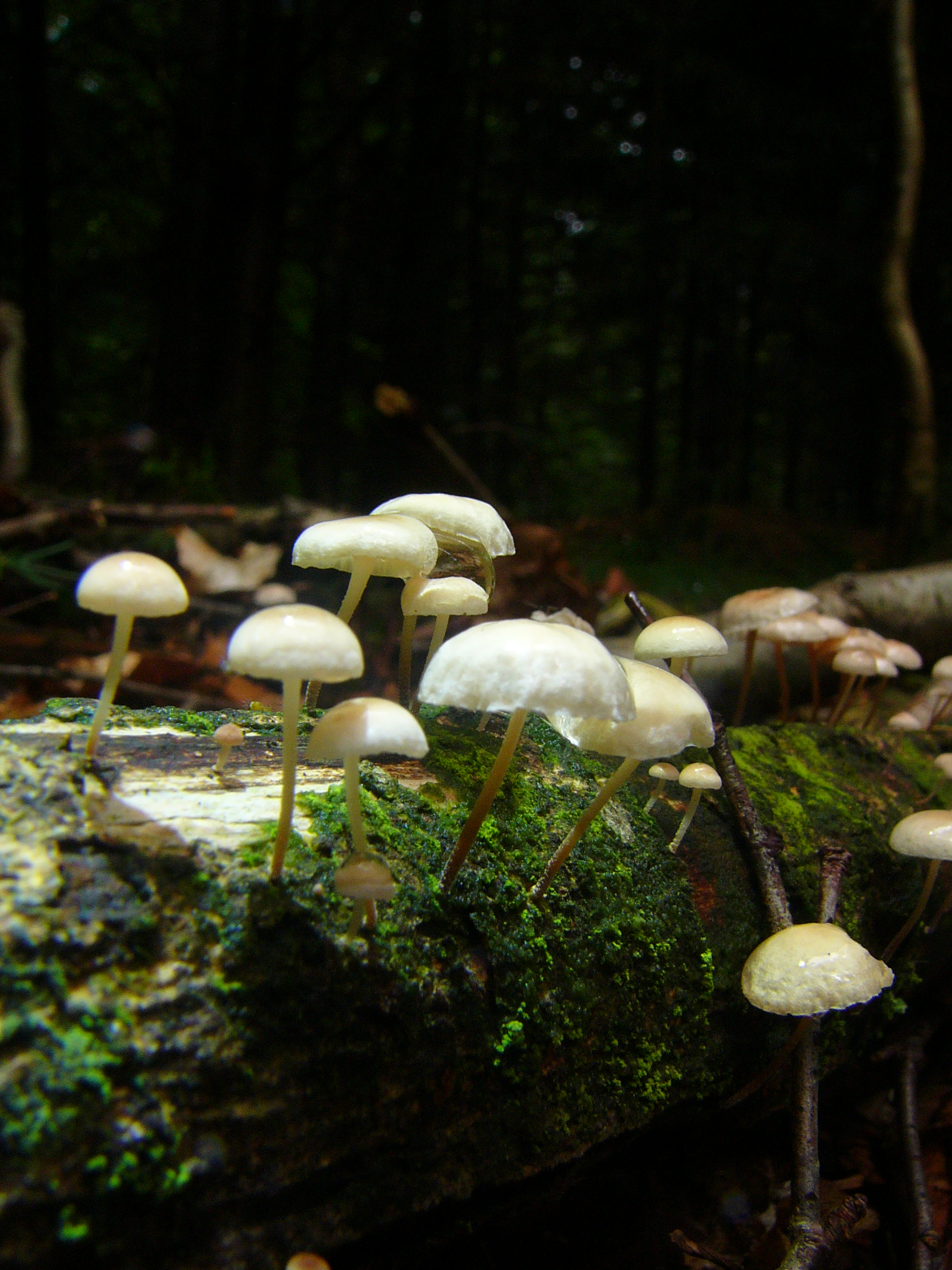
!Marasmius (Marasmiellus) ramealis!

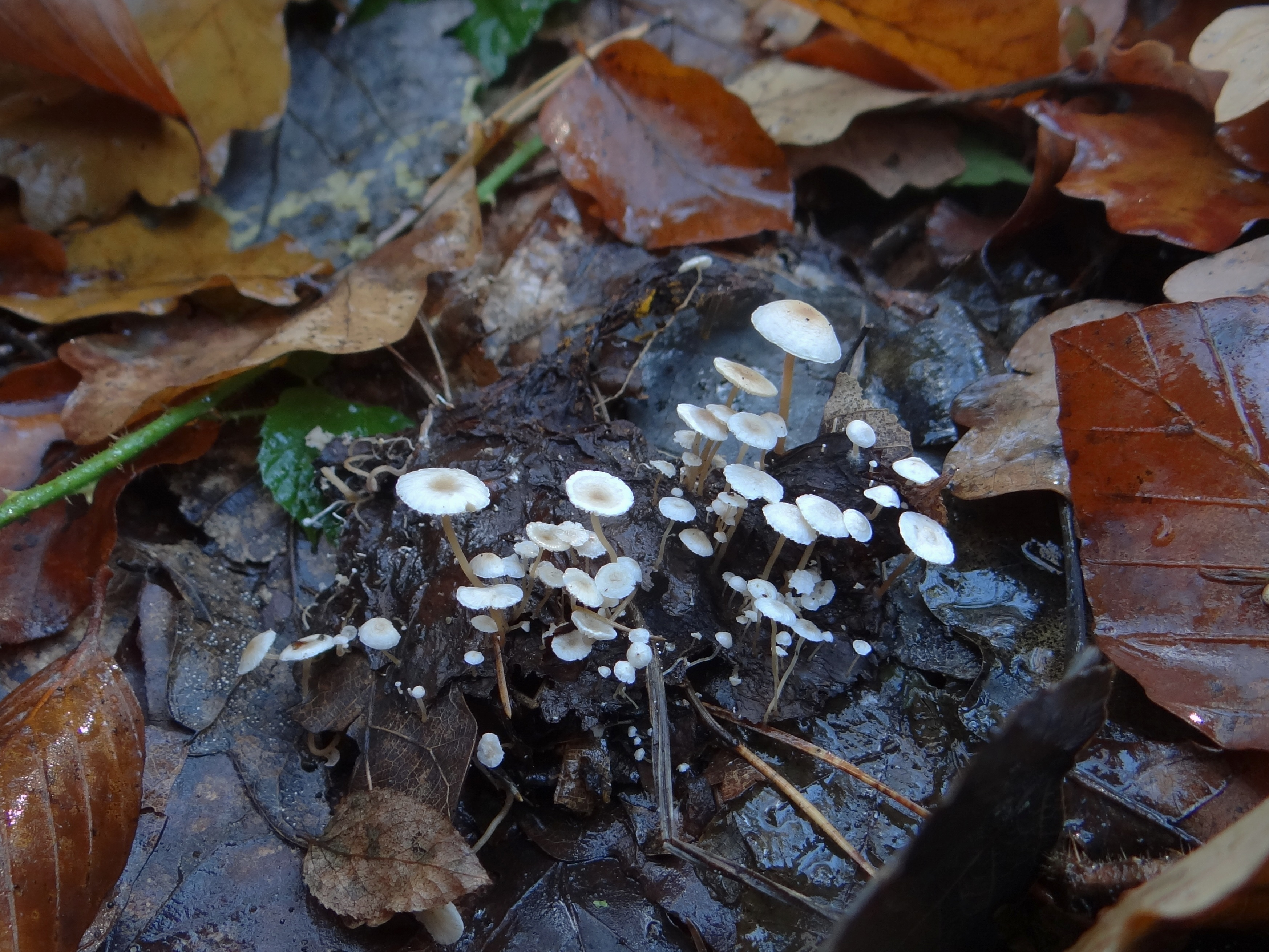
!Marasmius setosus!
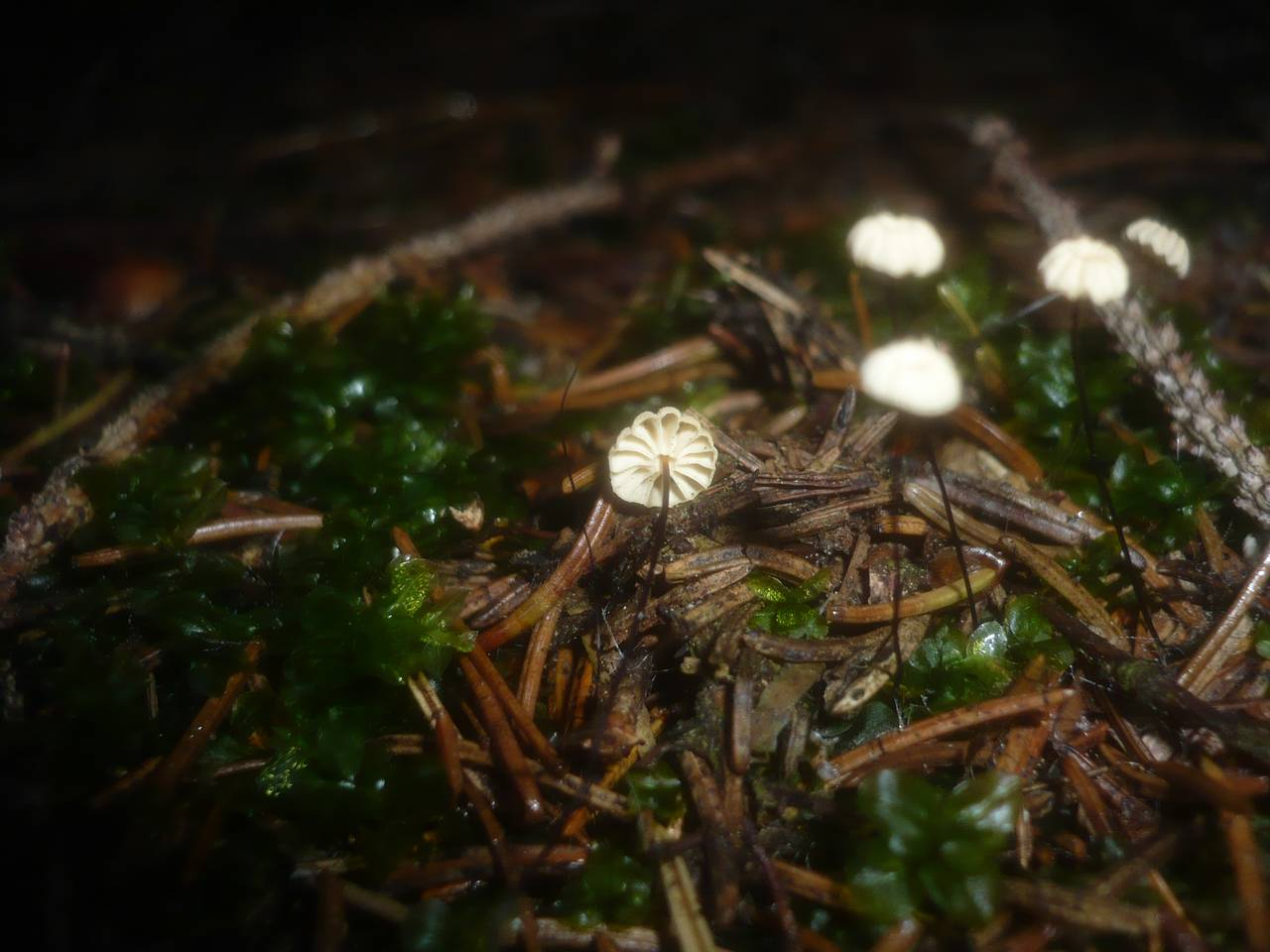
!Marasmius wettsteinii!
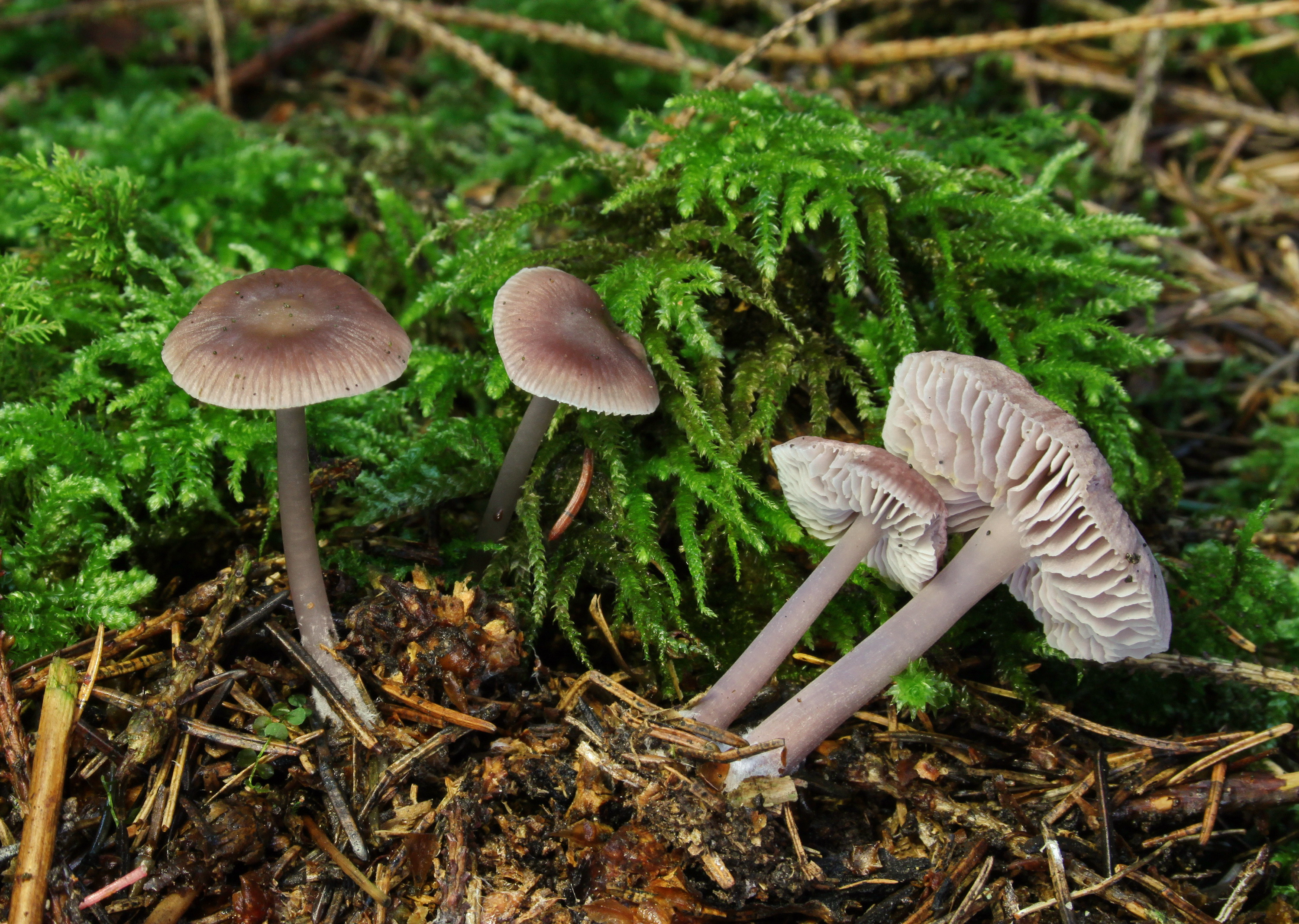
!Mycena pura!
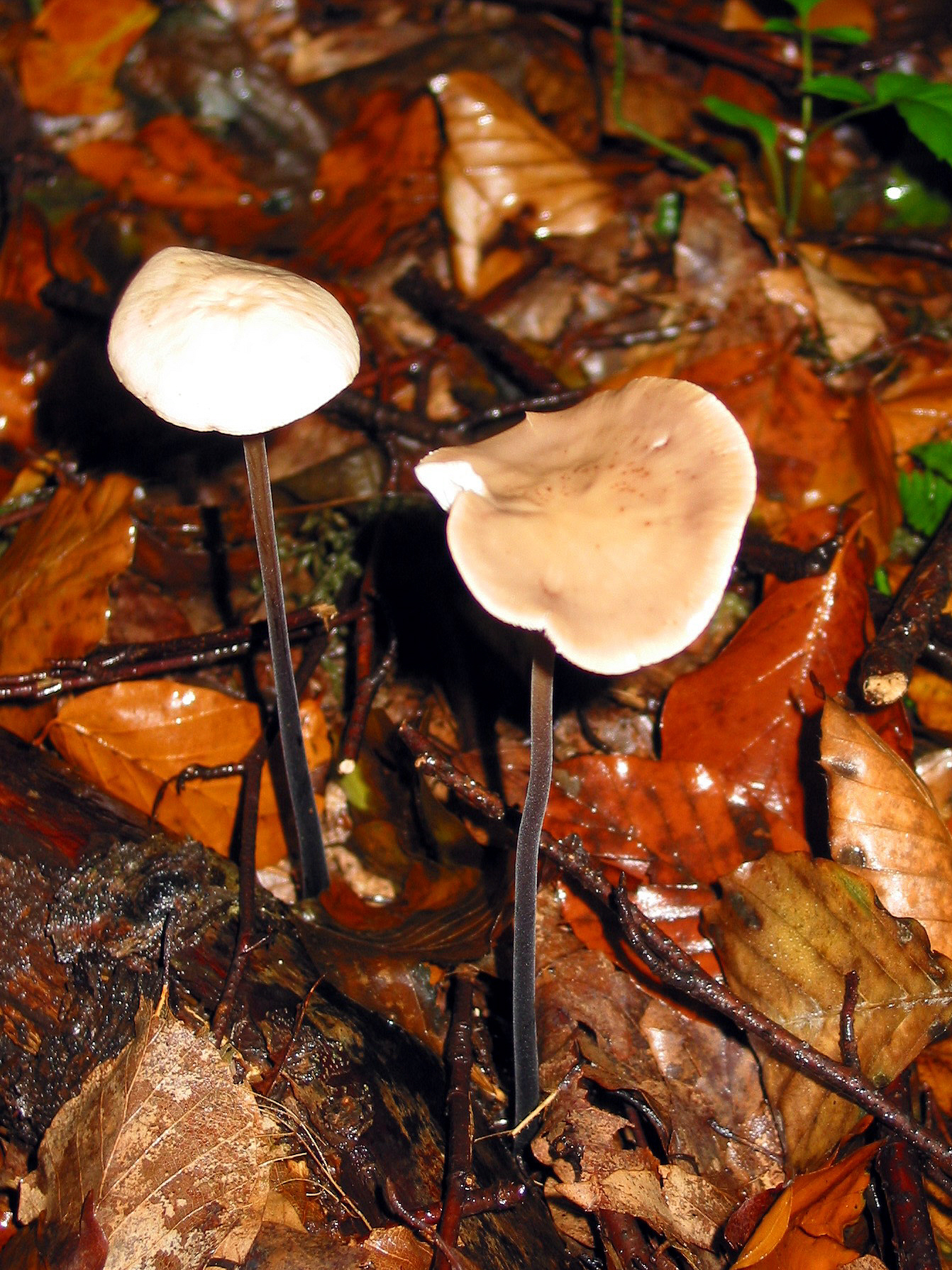
Mycetinis sin. Marasmius alliaceus
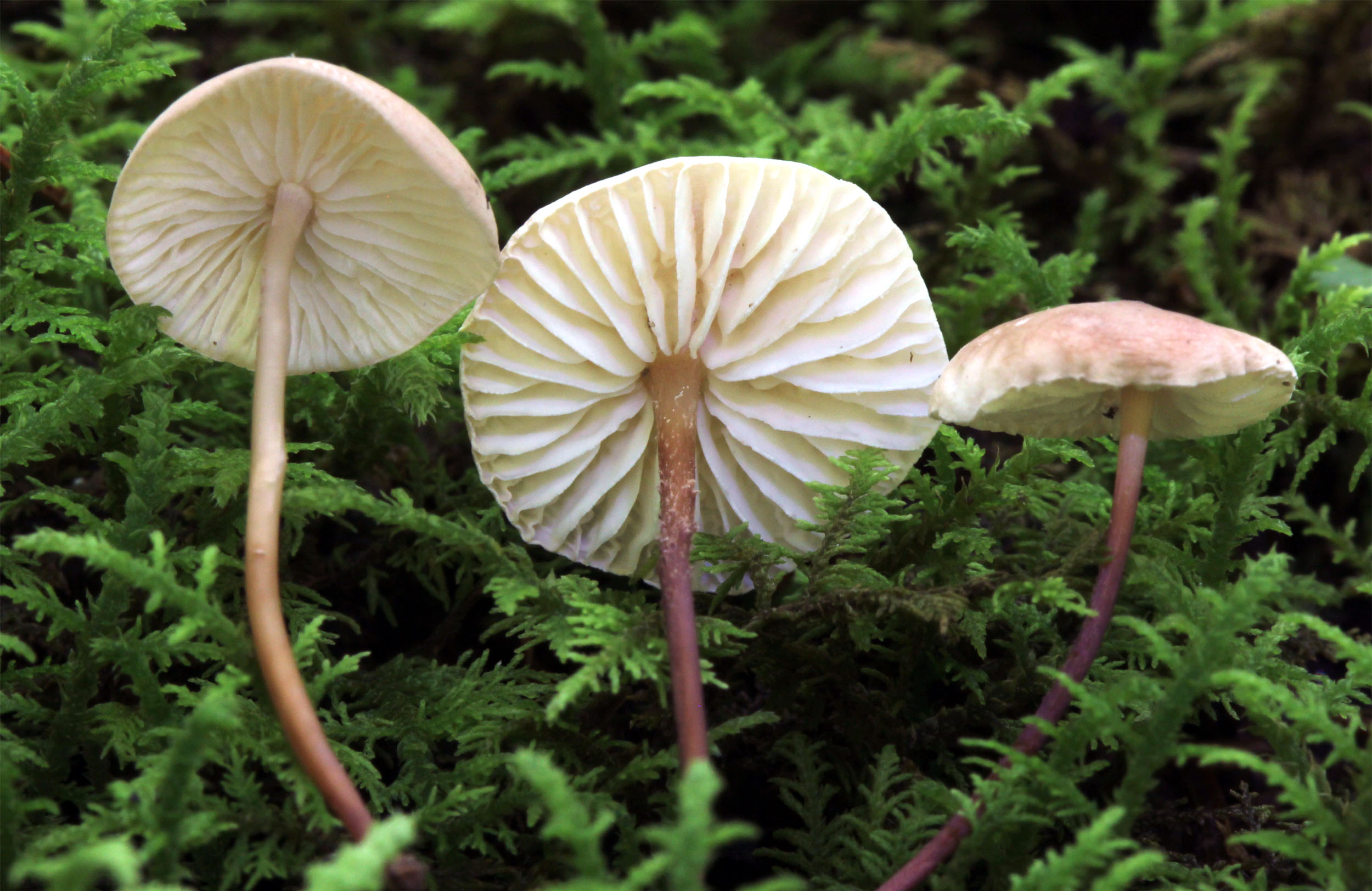
Mycetinis sin Marasmius  scorodonius

## Valorificare
Greu de ignorat datorită frumuseții lor cu mici detalii atât de bine conturate, ciupercuțele, deși neotrăvitoare, nu prezintă niciun interes culinar din cauza componenței minore a cărnii.